# Доминика на Светском првенству у атлетици у дворани 2012.
Доминика је осми пут учествовала на Светском првенству у атлетици у дворани 2012. одржаном у Истанбулу од 9. до 11. марта. Репрезентацију Доминике представљао је један такмичар, који се такмичио у трци на 400 метара.
Доминика није освојила ниједну медаљу нити је остварен неки рекорд.

## Учесници
Мушкарци:
- Ерисон Хуртолт — 400 м

## Резултати

### Мушкарци
| Атлетичар      | Дисциплина | Лични рекорд | Квалификације | Квалификације | Полуфинале | Полуфинале | Финале               | Финале       | Детаљи |
| Атлетичар      | Дисциплина | Лични рекорд | Резултат      | Место         | Резултат   | Место      | Резултат             | Место        | Детаљи |
| -------------- | ---------- | ------------ | ------------- | ------------- | ---------- | ---------- | -------------------- | ------------ | ------ |
| Ерисон Хуртолт | 400 м      | 46,34        | 47,63 кв      | 3. у гр. 5    | 48,68      | 6. у гр. 3 | Није се квалификовао | 16 / 31 (32) |        |